# Cañada del Sauce (Uruguay)
La Cañada del Sauce es un curso de agua uruguayo que recorre el departamento de Cerro Largo. Nace en la cuchilla de Mangrullo, en la localidad de Puntas del Sauce y desemboca en el Arroyo de Santos. Pertenece a la Cuenca de la laguna Merín y tiene como afluente principal a la Cañada del Sauce Chico.